# Monumento al Doctor Robert
El monumento al Doctor Robert es un conjunto escultórico situado en la plaza de Tetuán de Barcelona, en el distrito del Ensanche. Está dedicado a Bartolomé Robert, médico y político catalanista, alcalde de Barcelona entre marzo y octubre de 1899. El monumento está considerado como Bien Cultural de Interés Local (BCIL) en el Inventario del Patrimonio Cultural catalán con el código 08019/1598.

## Historia

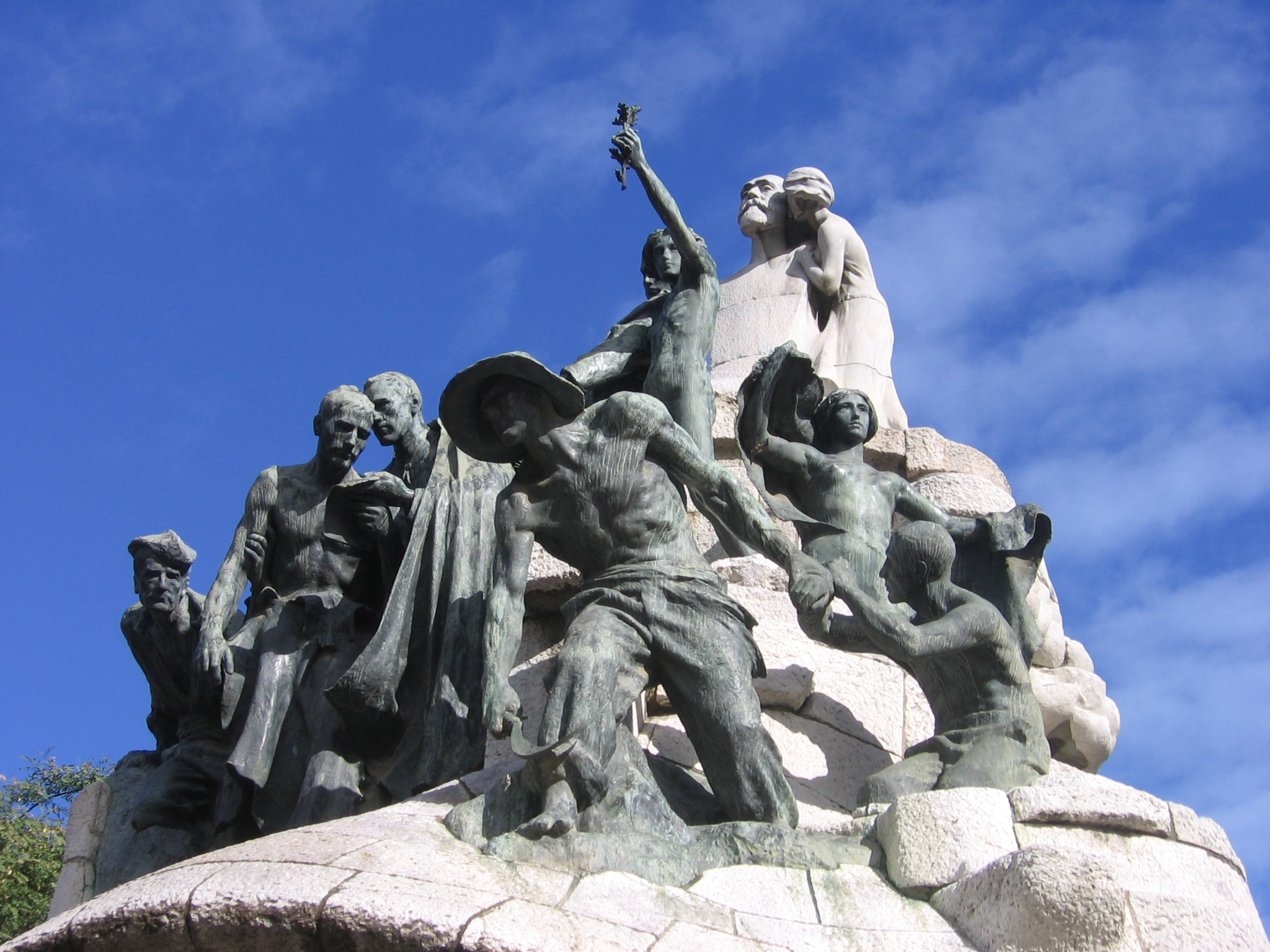
Grupo frontal.

El doctor Robert fue alcalde de Barcelona durante un breve lapso de tiempo, entre marzo y octubre de 1899, pero se hizo popular por su oposición a las tasas al comercio y la industria propugnadas por el Gabinete de Francisco Silvela y su ministro de Hacienda, Raimundo Fernández Villaverde, que originó una serie de protestas conocidas como el cierre de cajas. Debido a ello tuvo que dimitir, pero siguió en política, y en 1901 fue nombrado presidente de la Lliga Regionalista. Sin embargo, al año siguiente falleció de forma repentina, e inmediatamente surgió la idea de efectuar un monumento en su honor, que fue encargado al escultor Josep Llimona. En su diseño intervino el arquitecto Lluís Domènech i Montaner, aunque un año después abandonó el proyecto. El emplazamiento elegido fue la plaza de la Universidad, donde se puso la primera piedra el 31 de enero de 1904. Los trabajos duraron seis años, y finalmente el monumento fue inaugurado el 13 de noviembre de 1910.
En 1940, tras la guerra civil española, las nuevas autoridades franquistas decidieron retirar el monumento, que fue desmontado y guardado en el almacén municipal de la calle Wellington. Allí permaneció durante todo el periodo de la dictadura, aunque desgraciadamente dos figuras de bronce (un hombre a quien el segador da la mano y una bandera) habían sido fundidas en los años 1940 para efectuar la imagen de la Merced situada en la basílica homónima.
En 1977, con la llegada de la democracia, se empezó a plantear la restitución del monumento en su emplazamiento original, pero unos informes técnicos desaconsejaron esta ubicación debido a la presencia de la subterránea estación de metro de Universidad. Finalmente se escogió su colocación en la plaza de Tetuán, situada en el cruce entre la Gran Vía de las Cortes Catalanas y el paseo de San Juan, un lugar céntrico de la capital catalana. Allí se situó en medio de unos jardines que fueron bautizados igualmente como jardines del Doctor Robert, y junto a la popular fuente de la Sardana, obra de Frederic Marès de 1921. Para su reconstrucción intervinieron el arquitecto Josep Miquel Casanovas, el industrial de la piedra artificial Josep Peraire y el escultor Enric Devenat. El restaurado monumento fue inaugurado el 15 de mayo de 1985 por los reyes de España, Juan Carlos I y doña Sofía, y el alcalde de Barcelona, Pasqual Maragall.

## Descripción
El monumento tiene forma ligeramente piramidal, y se emplaza sobre un basamento de bloques de piedra de formas organicistas, semejantes a la arquitectura practicada por aquel entonces por Antoni Gaudí, como en la Casa Milà. En la base, que tiene también la función de fuente, figura el nombre del homenajeado y sus fechas de nacimiento y defunción (1842-1902). El conjunto escultórico frontal está realizado en bronce, y presenta una serie de figuras de todos los estamentos sociales, como campesinos y obreros, políticos, intelectuales y clérigos —una de las figuras portando la señera catalana—, además de alegorías de la Música y la Poesía, así como referencias a la medicina. Por encima figura el busto del doctor Robert, realizado en piedra, junto a una alegoría de la Gloria que le da un beso. En la parte posterior figura otro grupo realizado en arenisca, que representa una visita médica, con varias figuras alrededor de una central de mujer, con aspecto maternal, que representa la Medicina. Las figuras, especialmente las de carácter popular, podrían estar inspiradas en la obra de escultores como Auguste Rodin o Constantin Meunier, aunque también podrían reflejar el influjo de escultores modernistas como Manuel Fuxá o Miguel Blay.

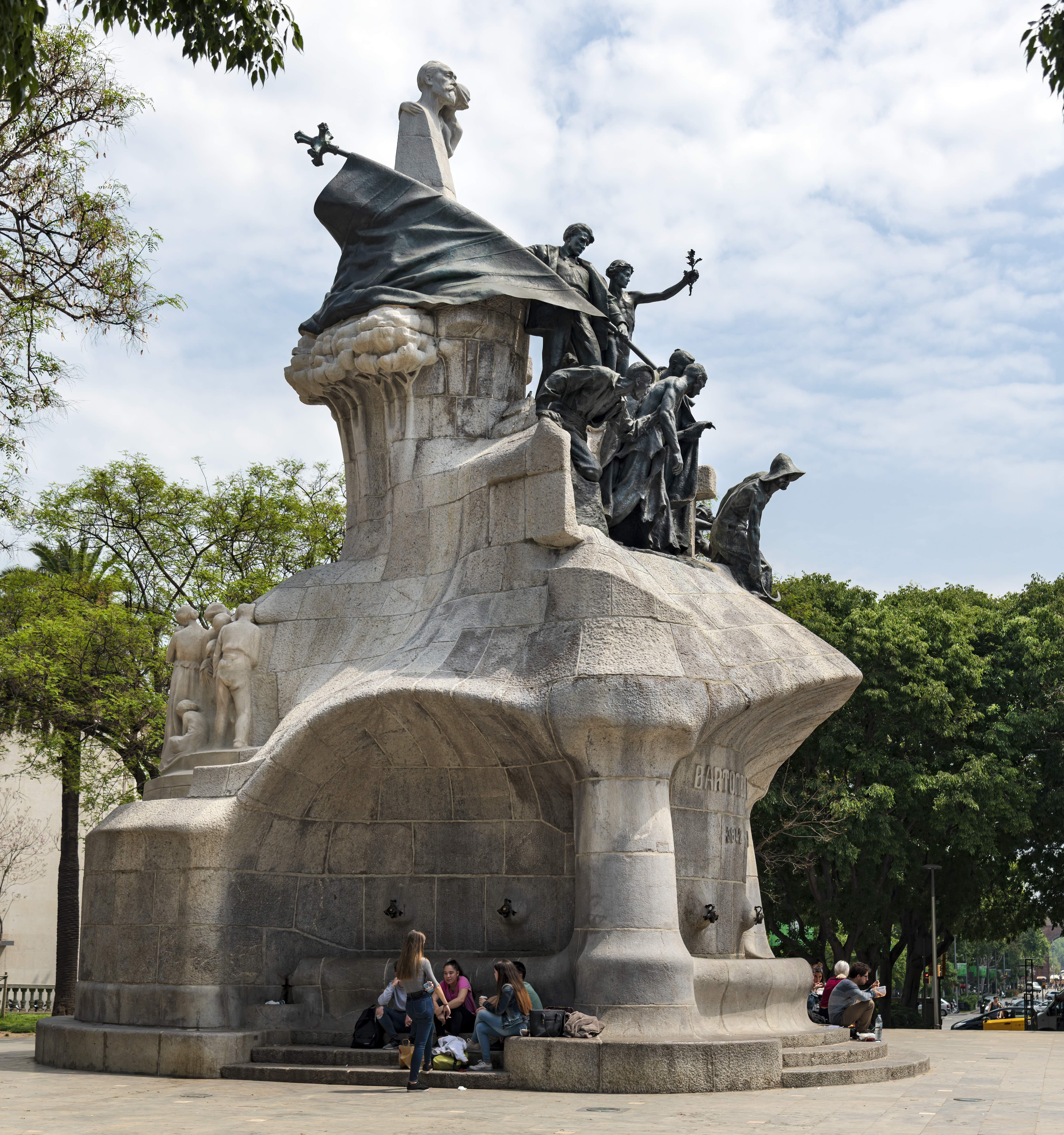
Exposición noroeste
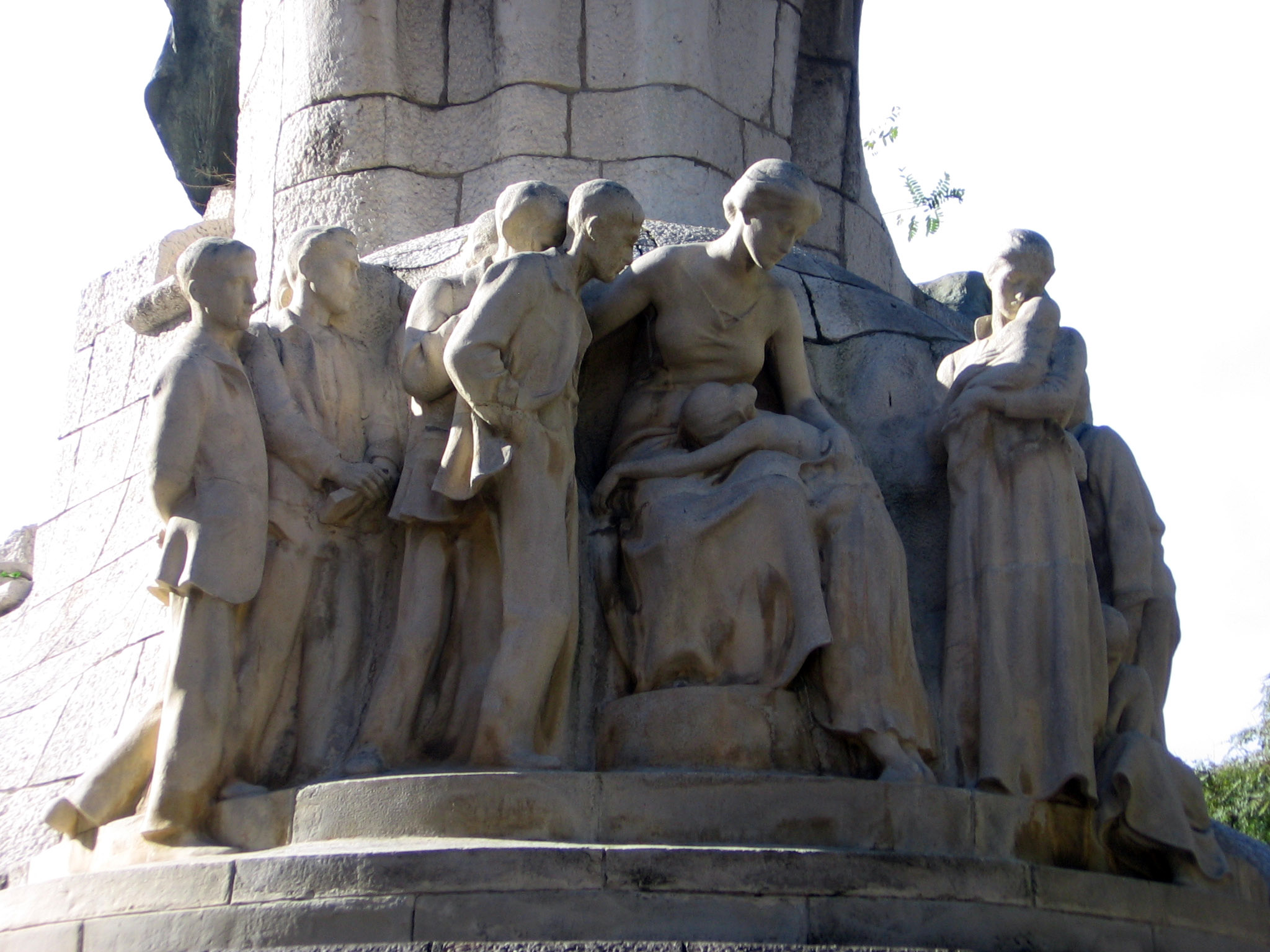
Grupo posterior.